# Letni Puchar Interkontynentalny kobiet w skokach narciarskich 2024
Letni Puchar Interkontynentalny kobiet w skokach narciarskich 2024 – 2. edycja Letniego Pucharu Interkontynentalnego kobiet. Rywalizacja rozpoczęła się 10 sierpnia 2024 w niemieckim Hinterzarten, a zakończyła 6 października w estońskim Otepää. Zaplanowanych oraz rozegranych zostało 10 konkursów indywidualnych.

## Kalendarz i wyniki
| Źródło                                                                                  | Źródło                                                                                  | Źródło                                                                                  | Źródło                                                                                  | Źródło                                                                                  | Źródło                     | Źródło                     | Źródło               |
| Lp.                                                                                     | Data                                                                                    | Miejscowość                                                                             | HS                                                                                      | Uwagi                                                                                   | 1. miejsce                 | 2. miejsce                 | 3. miejsce           |
| --------------------------------------------------------------------------------------- | --------------------------------------------------------------------------------------- | --------------------------------------------------------------------------------------- | --------------------------------------------------------------------------------------- | --------------------------------------------------------------------------------------- | -------------------------- | -------------------------- | -------------------- |
| 1.                                                                                      | 10 sierpnia 2024                                                                        | Hinterzarten                                                                            | HS109                                                                                   | –                                                                                       | Selina Freitag             | Tina Erzar                 | Juliane Seyfarth     |
| 2.                                                                                      | 11 sierpnia 2024                                                                        | Hinterzarten                                                                            | HS109                                                                                   | –                                                                                       | Katharina Schmid           | Selina Freitag             | Karolína Indráčková  |
| 3.                                                                                      | 14 września 2024                                                                        | Trondheim                                                                               | HS102                                                                                   | –                                                                                       | Katharina Schmid           | Anna Odine Strøm           | Thea Minyan Bjørseth |
| 4.                                                                                      | 15 września 2024                                                                        | Trondheim                                                                               | HS102                                                                                   | –                                                                                       | Katharina Schmid           | Eirin Maria Kvandal        | Anna Odine Strøm     |
| 5.                                                                                      | 21 września 2024                                                                        | Stams                                                                                   | HS115                                                                                   | –                                                                                       | Joséphine Pagnier          | Agnes Reisch               | Meghann Wadsak       |
| 6.                                                                                      | 22 września 2024                                                                        | Stams                                                                                   | HS115                                                                                   | –                                                                                       | Joséphine Pagnier          | Agnes Reisch               | Meghann Wadsak       |
| 7.                                                                                      | 28 września 2024                                                                        | Einsiedeln                                                                              | HS117                                                                                   | –                                                                                       | Maja Kovačič               | Sina Arnet                 | Meghann Wadsak       |
| 8.                                                                                      | 29 września 2024                                                                        | Einsiedeln                                                                              | HS117                                                                                   | –                                                                                       | Sina Arnet                 | Maja Kovačič               | Lara Logar           |
| 9.                                                                                      | 5 października 2024                                                                     | Otepää                                                                                  | HS97                                                                                    | –                                                                                       | Heta Hirvonen              | Ingvild Synnøve Midtskogen | Martina Ambrosi      |
| 10.                                                                                     | 6 października 2024                                                                     | Otepää                                                                                  | HS97                                                                                    | –                                                                                       | Ingvild Synnøve Midtskogen | Martina Ambrosi            | Heta Hirvonen        |
| Letni Puchar Interkontynentalny kobiet w skokach narciarskich 2024 klasyfikacja końcowa | Letni Puchar Interkontynentalny kobiet w skokach narciarskich 2024 klasyfikacja końcowa | Letni Puchar Interkontynentalny kobiet w skokach narciarskich 2024 klasyfikacja końcowa | Letni Puchar Interkontynentalny kobiet w skokach narciarskich 2024 klasyfikacja końcowa | Letni Puchar Interkontynentalny kobiet w skokach narciarskich 2024 klasyfikacja końcowa | Katharina Schmid           | Sina Arnet                 | Meghann Wadsak       |

## Statystyki indywidualne
| Źródło | Źródło             | Źródło             | Źródło          | Źródło          | Źródło      | Źródło      | Źródło           | Źródło           | Źródło      | Źródło      |
| Zawodniczka | Hinterzarten 10.08 | Hinterzarten 11.08 | Trondheim 14.09 | Trondheim 15.09 | Stams 21.09 | Stams 22.09 | Einsiedeln 28.09 | Einsiedeln 29.09 | Otepää 5.10 | Otepää 6.10 |
| Austria | Austria            | Austria            | Austria         | Austria         | Austria     | Austria     | Austria          | Austria          | Austria     | Austria     |
| --- | ------------------ | ------------------ | --------------- | --------------- | ----------- | ----------- | ---------------- | ---------------- | ----------- | ----------- |
| Elisa Deubler | 36                 | 36                 | –               | –               | 24          | 23          | –                | –                | –           | –           |
| Vanessa Moharitsch | 28                 | 30                 | 49              | 42              | 18          | 21          | 16               | 15               | –           | –           |
| Sara Pokorny | 35                 | 34                 | –               | –               | 21          | 16          | –                | –                | –           | –           |
| Luise Tritscher | –                  | –                  | –               | –               | 16          | 18          | –                | –                | –           | –           |
| Meghann Wadsak | 18                 | 11                 | 21              | 34              | 3           | 3           | 3                | 4                | –           | –           |
| Hannah Wiegele | –                  | –                  | –               | –               | –           | –           | 6                | 8                | –           | –           |
| Chiny |                    |                    |                 |                 |             |             |                  |                  |             |             |
| Pan Yutong | –                  | –                  | –               | –               | –           | –           | –                | –                | 11          | 9           |
| Weng Yangning | 13                 | 13                 | –               | –               | –           | –           | –                | –                | –           | –           |
| Czechy |                    |                    |                 |                 |             |             |                  |                  |             |             |
| Anežka Indráčková | 29                 | 23                 | 26              | 24              | 10          | 8           | –                | –                | –           | –           |
| Karolína Indráčková | 7                  | 3                  | 23              | 26              | 5           | 4           | –                | –                | –           | –           |
| Veronika Jenčová | 27                 | 25                 | 35              | 46              | 14          | 20          | –                | –                | –           | –           |
| Klára Ulrichová | 11                 | 14                 | 27              | 40              | 9           | 10          | –                | –                | –           | –           |
| Finlandia |                    |                    |                 |                 |             |             |                  |                  |             |             |
| Julia Äikiä | –                  | –                  | –               | –               | –           | –           | –                | –                | 14          | 11          |
| Heta Hirvonen | –                  | –                  | –               | –               | –           | –           | –                | –                | 1           | 3           |
| Sofia Mattila | –                  | –                  | –               | –               | –           | –           | –                | –                | 4           | 6           |
| Vilma Meis | –                  | –                  | –               | –               | –           | –           | –                | –                | 17          | 18          |
| Jenny Rautionaho | –                  | –                  | 6               | 6               | –           | –           | –                | –                | –           | –           |
| Oosa Thure | –                  | –                  | –               | –               | –           | –           | –                | –                | 5           | 4           |
| Emilia Vidgren | –                  | –                  | –               | –               | –           | –           | –                | –                | 10          | 10          |
| Francja |                    |                    |                 |                 |             |             |                  |                  |             |             |
| Emma Chervet | –                  | –                  | 30              | –               | –           | –           | –                | –                | –           | –           |
| Joséphine Pagnier | –                  | –                  | 4               | –               | 1           | 1           | –                | –                | –           | –           |
| Marie Thomas Couturaud | 23                 | 26                 | –               | –               | –           | –           | 11               | 10               | –           | –           |
| Japonia |                    |                    |                 |                 |             |             |                  |                  |             |             |
| Nagomi Nakayama | –                  | –                  | 34              | 20              | –           | –           | –                | –                | –           | –           |
| Yū Saitō | –                  | –                  | 43              | dsq             | –           | –           | –                | –                | –           | –           |
| Kanada |                    |                    |                 |                 |             |             |                  |                  |             |             |
| Alexandria Loutitt | –                  | –                  | 9               | 7               | –           | –           | –                | –                | –           | –           |
| Nicole Maurer | –                  | –                  | 22              | 23              | –           | –           | –                | –                | –           | –           |
| Abigail Strate | –                  | –                  | dns             | –               | –           | –           | –                | –                | –           | –           |
| Kazachstan |                    |                    |                 |                 |             |             |                  |                  |             |             |
| Wiktorija Rulewa | 41                 | 44                 | –               | –               | 26          | 25          | 22               | 22               | –           | –           |
| Alona Swiridienko | dsq                | dsq                | –               | –               | 23          | 24          | 20               | 19               | –           | –           |
| Łotwa |                    |                    |                 |                 |             |             |                  |                  |             |             |
| Aelita Krasiļščikova | –                  | –                  | –               | –               | –           | –           | –                | –                | 16          | 16          |
| Niemcy |                    |                    |                 |                 |             |             |                  |                  |             |             |
| Kim Amy Duschek | 24                 | 33                 | –               | –               | –           | –           | 5                | 5                | –           | –           |
| Selina Freitag | 1                  | 2                  | 7               | 8               | –           | –           | –                | –                | –           | –           |
| Anna Hollandt | 4                  | 7                  | 15              | 17              | –           | –           | –                | –                | –           | –           |
| Alvine Holz | 6                  | 5                  | 8               | 10              | –           | –           | –                | –                | –           | –           |
| Julina Kreibich | 10                 | 15                 | –               | –               | –           | –           | 8                | 7                | –           | –           |
| Pia Lilian Kübler | 12                 | 17                 | –               | –               | 12          | dns         | –                | –                | –           | –           |
| Agnes Reisch | 8                  | 9                  | –               | –               | 2           | 2           | –                | –                | –           | –           |
| Anna-Fay Scharfenberg | 9                  | 10                 | –               | –               | –           | –           | dsq              | dsq              | –           | –           |
| Katharina Schmid | dns                | 1                  | 1               | 1               | –           | –           | –                | –                | –           | –           |
| Juliane Seyfarth | 3                  | 4                  | 10              | 5               | –           | –           | –                | –                | –           | –           |
| Emely Torazza | 5                  | 8                  | 13              | 16              | –           | –           | –                | –                | –           | –           |
| Maike Tyralla | 26                 | 24                 | –               | –               | 6           | 9           | 18               | 16               | –           | –           |
| Norwegia |                    |                    |                 |                 |             |             |                  |                  |             |             |
| Thea Minyan Bjørseth | –                  | –                  | 3               | 4               | –           | –           | –                | –                | –           | –           |
| Ingrid Græsli | –                  | –                  | 40              | 22              | –           | –           | –                | –                | 9           | 13          |
| Kjersti Græsli | –                  | –                  | 48              | 42              | –           | –           | –                | –                | 7           | 8           |
| Gyda Westvold Hansen | –                  | –                  | 12              | 12              | –           | –           | –                | –                | –           | –           |
| Eirin Maria Kvandal | –                  | –                  | 5               | 2               | –           | –           | –                | –                | –           | –           |
| Ingrid Låte | –                  | –                  | 47              | 38              | –           | –           | –                | –                | –           | –           |
| Ingvild Synnøve Midtskogen | –                  | –                  | 28              | 18              | –           | –           | –                | –                | 2           | 1           |
| Nora Midtsundstad | –                  | –                  | 37              | 28              | 8           | 7           | –                | –                | –           | –           |
| Silje Opseth | –                  | –                  | 17              | 25              | –           | –           | –                | –                | –           | –           |
| Anna Odine Strøm | –                  | –                  | 2               | 3               | –           | –           | –                | –                | –           | –           |
| Heidi Dyhre Traaserud | –                  | –                  | 16              | 19              | –           | –           | –                | –                | –           | –           |
| Polska |                    |                    |                 |                 |             |             |                  |                  |             |             |
| Pola Bełtowska | –                  | –                  | 25              | 14              | –           | –           | –                | –                | –           | –           |
| Nicole Konderla | –                  | –                  | dsq             | 39              | –           | –           | –                | –                | –           | –           |
| Natalia Słowik | –                  | –                  | 42              | 41              | –           | –           | –                | –                | –           | –           |
| Anna Twardosz | –                  | –                  | 20              | 27              | –           | –           | –                | –                | –           | –           |
| Rumunia |                    |                    |                 |                 |             |             |                  |                  |             |             |
| Delia Folea | 40                 | 42                 | –               | –               | –           | –           | –                | –                | –           | –           |
| Alessia Mîțu-Coșca | 39                 | 40                 | –               | –               | –           | –           | –                | –                | –           | –           |
| Słowacja |                    |                    |                 |                 |             |             |                  |                  |             |             |
| Kira Mária Kapustíková | 22                 | dsq                | 44              | 45              | 20          | 15          | 14               | 14               | –           | –           |
| Słowenia |                    |                    |                 |                 |             |             |                  |                  |             |             |
| Živa Andrić | 34                 | 29                 | –               | –               | –           | –           | 15               | 13               | –           | –           |
| Taja Bodlaj | –                  | –                  | 24              | 32              | –           | –           | –                | –                | –           | –           |
| Tina Erzar | 2                  | 6                  | 19              | 15              | –           | –           | –                | –                | –           | –           |
| Jerica Jesenko | –                  | –                  | –               | –               | –           | –           | 4                | 11               | –           | –           |
| Ema Klinec | –                  | –                  | 18              | 9               | –           | –           | –                | –                | –           | –           |
| Katra Komar | –                  | –                  | 40              | 35              | –           | –           | –                | –                | –           | –           |
| Tinkara Komar | 30                 | 32                 | –               | –               | 15          | 6           | 10               | 21               | –           | –           |
| Taja Košir | –                  | –                  | –               | –               | 17          | 19          | –                | –                | –           | –           |
| Ajda Košnjek | –                  | –                  | 36              | 32              | –           | –           | –                | –                | –           | –           |
| Maja Kovačič | 33                 | 20                 | –               | –               | 7           | 11          | 1                | 2                | –           | –           |
| Lara Logar | 20                 | 19                 | –               | –               | 13          | 13          | 9                | 3                | –           | –           |
| Nika Prevc | –                  | –                  | 11              | 13              | –           | –           | –                | –                | –           | –           |
| Taja Sitar | 19                 | 16                 | –               | –               | 11          | 5           | 12               | 12               | –           | –           |
| Urša Vidmar | –                  | –                  | –               | –               | 19          | 17          | –                | –                | –           | –           |
| Stany Zjednoczone |                    |                    |                 |                 |             |             |                  |                  |             |             |
| Estella Hassrick | 42                 | 41                 | 50              | 48              | –           | –           | 23               | 23               | 19          | 17          |
| Josie Johnson | –                  | –                  | 37              | 37              | –           | –           | –                | –                | –           | –           |
| Paige Jones | –                  | –                  | 31              | 31              | –           | –           | –                | –                | –           | –           |
| Samantha Macuga | 13                 | 18                 | 29              | 30              | –           | –           | 13               | 9                | –           | –           |
| Sandra Sproch | dsq                | 43                 | –               | –               | –           | –           | 17               | 17               | –           | –           |
| Szwajcaria |                    |                    |                 |                 |             |             |                  |                  |             |             |
| Sina Arnet | 16                 | 12                 | –               | –               | 4           | 12          | 2                | 1                | –           | –           |
| Simone Buff | dsq                | 35                 | –               | –               | 25          | 22          | 19               | 18               | –           | –           |
| Rea Kindlimann | 31                 | 28                 | –               | –               | 22          | 14          | 7                | 6                | –           | –           |
| Celina Wasser | 37                 | 37                 | –               | –               | –           | –           | 21               | 20               | –           | –           |
| Ukraina |                    |                    |                 |                 |             |             |                  |                  |             |             |
| Żanna Hłuchowa | 17                 | 22                 | 39              | 36              | –           | –           | –                | –                | 8           | 5           |
| Daryna Ilczuk | 43                 | 45                 | –               | –               | –           | –           | –                | –                | 18          | 19          |
| Tetiana Pyłypczuk | 32                 | 38                 | 46              | 47              | –           | –           | –                | –                | 15          | 14          |
| Włochy |                    |                    |                 |                 |             |             |                  |                  |             |             |
| Martina Ambrosi | 13                 | 21                 | 33              | 21              | –           | –           | –                | –                | 3           | 2           |
| Asia Marcato | 38                 | 39                 | –               | –               | –           | –           | –                | –                | 13          | 15          |
| Annika Sieff | –                  | –                  | 14              | 11              | –           | –           | –                | –                | –           | –           |
| Noelia Vuerich | 25                 | 31                 | 45              | 44              | –           | –           | –                | –                | 12          | 12          |
| Martina Zanitzer | 21                 | 27                 | 32              | 29              | –           | –           | –                | –                | 6           | 7           |
| Legenda |                    |                    |                 |                 |             |             |                  |                  |             |             |
| 1-3 4-15 16-30 poniżej 30 dns – zawodniczka zgłoszona nie wystartowała w zawodach dsq – zawodniczka zdyskwalifikowana – – zawodniczka niezgłoszona do konkursu |                    |                    |                 |                 |             |             |                  |                  |             |             |

## Klasyfikacja generalna
Stan po zakończeniu LPI 2024
| Miejsce | Zawodniczka                | Występy | Punkty |
| ------- | -------------------------- | ------- | ------ |
| 1.      | Katharina Schmid           | 3       | 300    |
| 2.      | Sina Arnet                 | 6       | 289    |
| 3.      | Meghann Wadsak             | 8       | 277    |
| 4.      | Maja Kovačič               | 6       | 251    |
| 5.      | Joséphine Pagnier          | 3       | 250    |
| 6.      | Selina Freitag             | 4       | 248    |
| 7.      | Agnes Reisch               | 4       | 221    |
| 8.      | Karolína Indráčková        | 6       | 204    |
| 9.      | Ingvild Synnøve Midtskogen | 4       | 196    |
| 10.     | Juliane Seyfarth           | 4       | 181    |
| 11.     | Martina Ambrosi            | 6       | 180    |
| 12.     | Heta Hirvonen              | 2       | 160    |
| 13.     | Lara Logar                 | 6       | 152    |
| 14.     | Tina Erzar                 | 4       | 148    |
| 15.     | Alvine Holz                | 4       | 143    |
| ...     |                            |         |        |